# Salernói Roger
Salernói Roger, olykor Antiochiai Roger (latinul: Rogerus Salernitanus vagy Rogerus Antiochenus, olaszul: Ruggero di Salerno vagy Ruggero del Principato; ? – Szarmada mellett, 1119. június 28.) itáliai normann nemes, keresztes lovag, 1112–1119 között Antiochia ura.
Az Hauteville-ház tagjaként lépett közeli rokona, Hauteville Tankréd örökébe Antiochia élén; a források alapján nem eldönthető, hogy régensként vagy fejedelemként uralkodott. 1113-ban és 1115-ben együttműködött a többi keresztes uralkodóval a muszlim fenyegetés elhárításában; az 1115-ös hadmozdulatok során szövetségesei nélkül aratott győzelmet Burszuk ibn Burszuk hamadáni emír felett Tell Dánitnál. A helyi muszlim vezetők Aleppóért folyó vetélkedését kihasználva növelte Antiochia befolyását a térségben, de 1119 júniusában az erősítés megvárása nélkül ment a támadó Ilgází ortokida fejedelem elébe. Az ager sanguinis néven elhíresült ütközetben a teljes antiochiai hadsereg megsemmisült, ő is ekkor esett el.

## Élete

### Származása és magánélete
Salernói Roger az Hauteville-házhoz tartozó Salernói Richárd (1060 k. – 1114) és – az Europäische Stammtafeln alapján – Altrude normann vagy longobárd nemeskisasszony fiaként született. Születési idejéről nincs feljegyzés, ám annak tükrében, hogy az 1112-es antiochiai hatalomátvételkor már felnőtt férfi volt, legalább néhány évvel a keresztes hadjárat meghirdetése előtt kellett születnie, vélhetően családjának dél-itáliai birtokán. A krónikák egyetlen testvéréről tesznek említést: Máriáról, aki utóbb I. Joscelin edesszai grófhoz ment feleségül.
Édesapja az egyik legelőkelőbb itáliai normann családból származott; részt vett az első keresztes hadjáratban, s 1104–08 között az északi Edessza keresztes fejedelemség régense volt; később Marasban uralkodott. Édesanyja, Altrude asszony egyes források szerint Gottfried conversanói és brindisi gróf, Félicien de Saulcy szerint pedig a „jó” Odó őrgróf és Hauteville Emma leánya, tehát Hauteville Tankréd testvére volt. A korabeli krónikások a keresztes hadjárat legfontosabb normann vezetőinek, Bohemund tarantói hercegnek és Hauteville Tankrédnek közeli rokonaként hivatkoztak Salernói Rogerre. Az Hauteville Tankréd és Salernói Roger közötti rokonsági fok mindazonáltal kérdéses: Foucher de Chartres egyszerűen csak atyafiaknak (cognatus) nevezte őket. Ibn al-Kalániszí szerint Salernói Roger Hauteville Tankréd fivérének; Aacheni Albert, Ibn al-Aszír és az 1234-es szír krónika ismeretlen szerzőjének tudomása szerint Hauteville Tankréd nővérének volt a fia. Maga Salernói Roger egy adománylevelén avunculusként hivatkozik Hauteville Tankrédre; a szó elsődleges értelme ugyan ’anyai nagybáty’, de éppúgy jelenthet ’unokatestvért’ is. A történészek közül Evelyn M. Jamison, Susan B. Edgington és Francesca Petrizzio is rámutatott arra, hogy a közeli rokonok házasságának tiltásánál fogva nem valószínű, hogy az Hauteville-házhoz tartozó Salernói Richárd feleségül vette volna Hauteville Tankréd nővérét, Altrude tehát minden valószínűség szerint nem Odó őrgróf és Hauteville Emma leánya volt.
Paula Z. Hailstone történész felvetette azt a lehetőséget, hogy Salernói Roger anyja valóban Hauteville Tankréd nővére volt, viszont az apja nem Salernói Richárd, hanem egy másik Richárd. A felvetés alapjául az szolgál, hogy a korabeli források egyfelől „Richárd fiáként” hivatkoztak ugyan Salernói Rogerre, de nem nevezték meg, milyen Richárdról van szó, Orderic Vitalis az egyetlen, aki egyértelműen Salernói Richárd fiának mondta Salernói Rogert. Másfelől Salernói Richárd személyazonosságát illetően vannak kétségek: nem kizárható, hogy két Richárd is volt a normann kontingensben, az egyikük a Principátusbeli vagy Salernói előnévvel ismert Richárd, I. Bohemund és Hauteville Tankréd unokatestvére; a másikuk az Edesszát és Marast kormányzó Richárd. Utóbbi, nem lévén vérrokonságban az Hauteville-ekkel, feleségül vehette Hauteville Tankréd nővérét, és Salernói Roger lehetett kettejük gyermeke.
Salernói Roger feleségének kiléte bizonytalan. Türoszi Vilmos jeruzsálemi udvari krónikás megemlíti, hogy Salernói Roger a frank nemesi származású II. Balduin jeruzsálemi király egyik nővérét vette feleségül, és Walter, a kancellár is a király sógorának nevezi a normann lovagot. Gustav Reinhold Röhricht német történész Regesta regni Hierosolymitani című munkájában egy 1126-os oklevélben szereplő Cecíliával – „domina Tarsi et soror regis Balduini II Hierosolymitani” [Tarsus úrnője és II. Balduin jeruzsálemi király nővére] – azonosította Salernói Roger hitvesét. Orderic Vitalis szerint viszont Salernói Roger felesége egy danismend emír leánya, a török Melaz hercegnő volt, aki közreműködött I. Bohemund antiochiai fejedelem szabadon bocsátásában a török rabságból és utóbb áttért keresztény hitre. A danismend hercegnővel kötött házasságról Ordericus Vitalis szolgáltatja az egyetlen korabeli beszámolót; de a szöveg bizonyos stílusjegyei arra utalnak, hogy a krónikás maga különböző forrásokból meríthetett. Szintúgy Orderic Vitalis tesz említést Salernói Roger leányáról, akit 1118 körül a bizánci császár szeretett volna feleségül kérni örököse számára, ezáltal remélvén megszerezni Antiochiát.
A korabeli krónikások közül Foucher de Chartres az 1119-es megsemmisítő vereség tárgyalásakor elítélően nyilatkozott Salernói Rogerről, egyebek mellett hitvesi hűtlenséggel és trónbitorlással vádolta őt: „Maga a fejedelem szégyenteljes módon többekkel is házasságtörést követett el, mialatt tulajdon feleségével élt. Megfosztotta örökségétől saját urát, Bohemund fiát, aki Apuliában tartózkodott az anyjával. Ő és vezérei, büszkeségben és pompában élők, több más bűnben is vétkesek voltak.” A körülbelül ötven évvel később író Türoszi Vilmos is kedvezőtlen képet festett róla: „ugyanerről a Roger fejedelemről azt tartották, a legelvetemültebb ember volt, bujálkodó, szűkmarkú és közismert hűtlenkedő. Amíg csak bírta a fejedelemséget, urát, ifjabb Bohemundot, az idősebb Bohemund fiát, aki még Apuliában volt az anyjával, idegenné tette Antiochiában, atyai örökségében.” Edesszai Máté elbizakodottnak és arrogánsnak nevezte, aki saját erejével kérkedett. Walter, Salernói Roger kancellárja érthető módon kedvezőbb színben, bölcs és elismert fejedelemként tüntette fel urát, kiemelve vallásosságát. A többi krónikás által felemlegetett bűnök közül a büszkeségre és a házastársi hűtlenségre Walter többször is utalt, de hangsúlyozta, hogy Salernói Roger meggyónta és megbánta bűneit az utolsó csatája előtt. A keresztesek számára gyászos kimenetelű ager sanguinis csata kapcsán a kancellár elsősorban Salernói Roger helyzetfelismerői és döntéshozói képességét marasztalta el, és a felelősség egy részét a rossz tanácsot adó antiochiai bárókra hárította.

### Antiochia uraként
Az antiochiai fejedelemmé lett Bohemund tarantói herceg 1111-ben bekövetkezett halála után kiskorú fia, II. Bohemund mellé Hauteville Tankréd személyében régenst neveztek ki Antiochia élére; II. Bohemund nem is tartózkodott a fejedelemség területén, hanem Itáliában élt az édesanyjával. Amikor Hauteville Tankréd 1112 második felében súlyosan megbetegedett, rokonát, Salernói Rogert tette meg örökösének, egyben megeskette, hogy ha a gyermek keletre jön, minden hatalmat átad neki.
Hauteville Tankréd december 12-i halálát követően Salernói Roger került Antiochia élére, ám az nem egyértelmű, a fejedelemséget milyen minőségben kormányozta. Elődjéhez hasonlóan használta a princeps titulust, saját pénzt veretett és úgy tűnik, teljes fejedelmi jogkört gyakorolt – bár igaz, hogy a fejedelemség fennmaradásának érdekében a régens jogkörét bajos lett volna korlátozni, és nem zárható ki, hogy a fejedelmi titulus használata kizárólag pozíciója megerősítését szolgálta. Az 1112-es vezetőváltás kapcsán Foucher de Chartres és Aacheni Albert is Hauteville Tankréd „örököseként és utódjaként” hivatkoznak Salernói Rogerre; Foucher de Chartres később úgy nevezi, mint „Roger, Antiochia fejedelme és Richárd fia”, valamint „Roger antiochiai fejedelem”. Walter, a kancellár következetesen fejedelemnek hívja. A Salernói Roger idejéből fennmaradt okiratokon és pénzérméken princepsként szerepel: egy 1114-es és egy 1118-as oklevelet mint „Roger, Isten kegyelméből Antiochia fejedelme” bocsátott ki, a genovaiak kiváltságait megerősítő adománylevelet „Roger fejedelemként” tanúsította; az is lehetséges viszont, hogy a kancellária csupán Hauteville Tankréd gyakorlatát követte a címek használatában. Ami a jogkörét illeti, Salernói Roger birtokot adományozott és hűbérúrként fegyverbe szólította vazallusait. Mindezek és az, hogy a türoszi egyházmegye körüli vita kapcsán a pápa Antiocheni principisként utalt rá, a fejedelemség mellett szólnak. Megjegyzendő ugyanakkor, hogy a régensként fellépő II. Balduin király Walter krónikája szerint ugyancsak antiochiai fejedelmi címet viselt, és régensi mivoltában a király is adományozott antiochiai birtokokat.
A halálát követő események támasztanak kétségeket Salernói Roger fejedelmi pozíciójával kapcsolatosan. Foucher de Chartres és Türoszi Vilmos trónbitorlással vádolta; míg Orderic Vitalis – egy helyütt ugyan fejedelemnek nevezve őt – azt írta, hogy Salernói Roger halála után „Antiochia [II.] Balduin királyé lett, miután Tankrédnak nem volt örököse;” azaz nem ismerte el Salernói Rogert törvényes uralkodónak. A Salernói Roger iránt részrehajló Walter kancellár is úgy fogalmazott, hogy az ager sanguinis után összeülő tanács határozataként „elrendeltetett, hogy a királynak […] át kell adnia Antiochia fejedelemségét Bohemund fiának, akinek az jogos öröksége volt.” Szintén a régensség mellett szól, hogy 1127-ben II. Bohemund arra hivatkozva mondta fel Salernói Roger és I. Joscelin edesszai gróf megállapodását Azaz városának eladományozásáról, hogy előbbi pusztán az ő, II. Bohemund nevében kormányozta a fejedelemséget, és mint ilyen nem volt joga területek ajándékozásához. Thomas S. Asbridge és Susan B. Edgington történészek mindezek tükrében egyetértenek abban, hogy a rendelkezésre álló információk alapján nem lehet eldönteni, Salernói Roger régensként vagy fejedelemként uralkodott Antiochiában.

#### Kormányzat, egyházi ügyek
Antiochia városának kormányzásában Akkoni Ralf volt Salernói Roger egyik legfontosabb embere. Akkoni Ralf az Antiochia hercege (dux) címet viselte, s mint ilyen rangban a fejedelem vagy régens után következett. Ő hívta össze a földrengés utáni kárelhárítást megtárgyaló tanácsot, melyen ő elnökölt és ismertette ura határozatát. Salernói Roger közeli, személyes kapcsolatban állt a kancellárral, Walterrel, aki egyben tanácsadójaként és krónikásként is funkcionált. Kísérete avagy katonai háznépe vele tartott, amikor 1115 nyarán Salernói Roger Rugiába sietett az ellenség közeledtének hírére, és Tell Dánitnál mellette harcolt. Az ager sanguinis előestéjén a háznép felelt a haditanács döntéseinek végrehajtásáért; és a kíséret legalább néhány tagja uruk oldalán esett el a csatában.

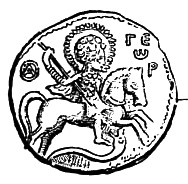
Szent György a sárkánnyal – Salernói Roger bizánci mintára vert pénze

A Salernói Roger alatt vert antiochiai pénz, akárcsak elődjei idejében, bizánci stílusú rézérme volt. Uralma során három, egymást követő érmesorozat készült. A stílusjegyeken kívül az ikonográfia is bizánci volt, a felirat pedig két sorozaton görög, egyen latin. Az egyik érmesorozat az álló, jobbját áldásra emelő Krisztust ábrázolja dicsfénnyel; a hátoldalon a felirat: DNE SAL F(ac) T(uum) RO. A második sorozaton a glóriával övezett, mindkét kezét feltartó Szűz Mária szerepel drágaköves szegélyű köntösben; a görög nyelvű felirat jelentése: „Uram, segítsd szolgádat, Rotzeriust”. A harmadik sorozaton a sárkányt lóhátról ledöfő Szent György látható, hátoldalán a görög felirat: „ΡΟΤ3ΕΡ ΠΡΙΓΚΙΡΟΣ ΑΝΤΙΟΚ”.
Antiochia egyházi vezetője ekkoriban Bernát antiochiai latin pátriárka volt, akinek politikai befolyása az évek folyamán egyre nőtt, olyannyira, hogy az 1115-ös apameai hadművelet előtt Salernói Roger a pátriárka gondjaira bízta Antiochiát. A pátriárka 1119-ben a jeruzsálemi erősítés megvárását javasolta; mikor Salernói Roger figyelmen kívül hagyta tanácsát, az egyházfi felszólalt Atárib felmentése ellen. A pátriárka növekvő hatalma ellenére Salernói Rogernek is volt beleszólása az egyházi ügyekbe: 1118-ban a jakobita Atanáz pátriárka és Bar-Szabuni edesszai metropolita vitájában utóbbi Bernát pátriárkához folyamodott. Bernát elrendelte Atanáz megostorozását, mire a jakobita pátriárka Salernói Rogerhez fellebbezett, aki a jakobita pártját fogta és engedélyezte hazatérését monostorába.
Az I. Balduin jeruzsálemi király által elfoglalt Bejrút és Szidón egyházkerületi hovatartozása miatt 1113-ban Salernói Roger és Bernát pátriárka két legátust menesztettek a pápához, és sikerült megnyerniük az egyházfő pártfogását a kérdésben.
Salernói Roger 1114-ben megerősítette elődje, illetve hat vazallusa birtok- és pénzadományait a jozafáti Szűz Mária-apátság szerzeteseinek, valamint maga is adományozott egy dzsabalai házat a barátoknak. Abból, hogy adományaikhoz a báróknak az antiochiai uralkodó hozzájárulását kellett kérniük, Thomas S. Asbridge és Hans E. Mayer történészek arra következtetnek, hogy Antiochia ura „komoly hatalmat gyakorolt” a bárók felett.

#### Uralmának első évei
Salernói Roger mindvégig jó kapcsolatot ápolt a többi keresztes fejedelemmel, vagyis II. Balduin edesszai és Pons tripoliszi gróffal. Mindhárman elismerték hűbéruruknak a jeruzsálemi királyt, I. Balduint, akinek halála után az edesszai gróf lépett örökébe a jeruzsálemi trónon. II. Balduint szintúgy elismerte hűbérúrként mind Salernói Roger, mind Pons tripoliszi gróf. Salernói Roger részt vett I. Balduin király és az özvegy Adelheid szicíliai grófné menyegzőjén 1113 szeptemberében; ajándékként többek között 1000 ezüstöt, 500 bezantot, lovakat és öszvéreket kapott a normann kapcsolatokat ily módon ápolni akaró szicíliaiaktól.
1113-ban a június 28-i szannabrai csata elvesztése után I. Balduin király Salernói Rogertől és Pons tripoliszi gróftól kért és kapott segítséget; a moszuliak és damaszkusziak nem merték megtámadni az egyesült keresztes seregeket, ezért néhány héttel később visszavonultak Damaszkuszba. Az 1112–1115 közötti időszakban ezen az 1113-as segítségnyújtáson kívül Salernói Roger nem vezetett háborút a muszlimok ellen, de arab feljegyzések szerint amint hatalomra került, beszedte a valószínűleg még Hauteville Tankréd által kivetett hadisarcot: Ridván aleppói szeldzsuk szultántól lovakat és 20 000 dínárt, Saizar városától 10 000 dínárt.
1114. november 29-én erős földrengés pusztított Antiochiában; Salernói Roger körbelátogatta a megrongálódott erődöket. Személyesen felügyelte javításukat, illetve megerősítésüket, annál is inkább, mivel hírt kapott I. Muhammad nagyszeldzsuk szultán készülődő hadjáratáról, melyet Lulu al-Jaja aleppói régens segítségkérésére indított. Az ellenséges támadásra gondosan felkészült: felderítőit Mezopotámiába küldte információt szerezni az ellenség mozgásáról, Akkoni Ralffal számba vette az Antiochia városában esetlegesen bevezetendő védelmi intézkedéseket, és elrendelte az antiochiai had gyülekezését Dzsiszr al-Hadidnál.

#### A Tell Dánit-i ütközet
A szeldzsuk szultán 1115 februárjában indította meg Burszuk ibn Burszuk hamadáni emír parancsnokolta csapatait. Salernói Roger az Orontész folyón lévő Vas hídnál alakította ki állásait, majd szövetséget kötött a függetlenségüket féltő, és ezért a szeldzsukok ellen szervezkedő Tugtakín damaszkuszi atabéggel és Ilgází ortokida uralkodóval. A mintegy kétezer lovagot és gyalogost számláló antiochiai és az ötezres muszlim had Apamea falai alatt egyesült, ahonnan szemmel tarthatták a szeldzsukok mozgását. Hamá elfoglalása és kifosztása után Burszuk ibn Burszuk Kafartab keresztes erődjét rohamozta meg, ennek védői azonban visszaverték a támadást. Salernói Roger elterelő hadműveletet szorgalmazott, de a damaszkuszi atabég lebeszélte a veszélyes vállalkozásról. A szövetségesek a jeruzsálemi királyhoz és a tripoliszi grófhoz fordultak erősítésért. I. Balduin király rögtön kész volt a beavatkozásra, és szigorúan megtiltotta, hogy érkezéséig az antiochiaiak felvegyék a harcot a támadókkal. Burszuk ibn Burszuk igyekezett megbomlasztani a keresztesek táborának rendjét és kicsikarni tőlük egy nagyobb ütközetet, de a király parancsának megfelelően Salernói Roger ignorálta a szeldzsuk provokációkat, olyannyira, hogy halálbüntetés terhe mellett megtiltotta embereinek a harcba bocsátkozást a szeldzsukokkal. I. Balduin király és Pons gróf jöttére a szeldzsukok visszavonultak saizari táborukból a dzsazírai régió felé. A szövetségesek megtámadták a Bella Antiochena című krónikában Gistrumként nevezett erősséget, hogy visszacsalogassák Burszuk ibn Burszukot, de nem jártak sikerrel. Ekkor úgy ítélték meg, elhárult a fenyegetés, ezért a szövetség felbomlott, a csapatok hazatértek. Burszuk ibn Burszuk váratlanul ismét felbukkant Kafartab alatt, és szeptember 3-án elfoglalta a várost, majd Maarra ellen vonult.
Salernói Roger ugyan nem szerelte le seregét, de a jeruzsálemi király, a tripolisziak vagy a damaszkusziak helyett csak II. Balduin edesszai gróf segítségére számíthatott. Antiochiát elhagyván az Orontész mentén dél felé menetelt, és szeptember 12-én Rugiánál találkozott az edesszaiakkal. Miután egy felderítő hírt hozott a szeldzsukok hollétéről, szeptember 14-én reggel a keresztesek észrevétlenül átkeltek az őket és ellenségüket elválasztó hegyháton, és Szarmín közelében, a Dánit völgyében lecsaptak a gyanútlanul vonuló, táborverésre készülődő szaracénokra. Az estig tartó összecsapásban a keresztesek fényes győzelmet arattak, gazdag zsákmányra és számos fogolyra tettek szert. Az Antiochiába visszatérő Salernói Rogert ünneplő díszmenet fogadta, élén a pátriárkával.

#### Térnyerés Aleppó környékén
A Tell Dánit-i csata jelentette a szeldzsuk szultánok Szíria visszahódítására tett kísérleteinek végét. Salernói Roger visszafoglalta Kafartabot, és megszerezte a Damaszkuszból Aleppóba vezető út mentén álló al-Kubba erődjét, melyet Jaruktas eunuch, Aleppó örmény származású ura ajánlott fel neki. Jaruktas csakhamar megbukott, de az antiochiai régens egy darabig szívélyes viszonyban maradt az aleppóiakkal, ráadásul kihasználhatta a muszlim fejedelmek vetélkedését Aleppóért, és a várostól északra hódított: 1118. május 5-én a Latakia környéki Balatunus erődítményét vette be, ezután I. Leó kilikiai örmény fejedelem közreműködésével megadásra kényszerítette Azazt, 1119-ben pedig Bizaat, elvágva Aleppót az Eufrátesztől, és lehetővé téve a térségen áthaladó mekkai zarándokok megadóztatását. A fejedelemség déli határainak védelmét Markab megszerzésével erősítette meg: az erősség elfoglalására tett 1116-os antiochiai–tripoliszi kísérlet ugyan kudarccal végződött, de később tárgyalások eredményeként az erőd megadta magát.
1118 nyarán, nem sokkal II. Balduin jeruzsálemi király trónra kerülése után Tugtakín vezetésével nagyobb egyiptomi sereg gyülekezett Asdódnál. A jeruzsálemi uralkodó hírvivők útján „magához rendelte” Salernói Rogert és Tripoliszi Ponsot és hadseregüket. Egyik fél sem mert kezdeményezni, ezért a keresztények és a szaracénok három hónapon át sakkban tartották egymást, mielőtt valamennyien hazatértek volna. Távozásakor Salernói Roger háromszáz katonát engedett át II. Balduin királynak.

#### Ager sanguinis

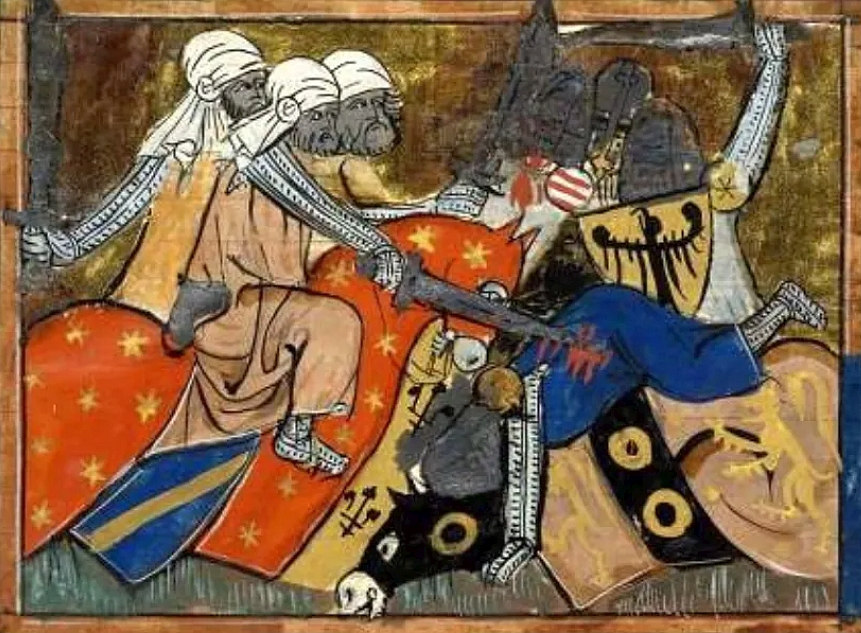
Az ager sanguinis középkori miniatúrán

1119 májusában Aleppó lakossága segítséget kért az antiochiai fenyegetés miatt Ilgází ortokida fejedelemtől. A város megszerzésére törekvő ortokodia herceg törökökből, kurdokból és a szíriai sivatagban élő arabokból szervezett sereget; megállapodott a saizari munkididákkal az Antiochia déli részén végrehajtandó elterelő hadműveletekről, valamint összefogott Tugtakín damaszkuszi atabéggel is. Bernát antiochiai latin pátriárka sürgetésére Salernói Roger a jeruzsálemi királytól kért segítséget a május végén meginduló, mintegy negyvenezer fős szaracén haddal szemben. A Tibériásban tartózkodó II. Balduin azt üzente, a lehető leghamarabb útra kel a jeruzsálemi és a tripoliszi sereggel, megérkezésükig azonban Salernói Roger kitartását kérte.
Mialatt a munkididák megtámadták Apameát, az ortokida Ilgází előbb Edessza környékén pusztított, majd az Eufráteszen átkelve letáborozott Aleppótól körülbelül tizenöt mérföldre, hogy ott várja be a damaszkusziakat, de a kínálkozó lehetőség láttán végül nélkülük haladt tovább. Salernói Roger június 20-án kivonult Antiochiából a fejedelemség teljes, hétszáz lovast és háromezer gyalogost számláló haderejével, valamint 500 örmény lovassal. A seregben zsoldosok és turkopoloknak nevezett könnyűlovas íjászok is voltak. Először Ártah váránál álltak meg; Salernói Roger azonban nem fogadta meg Bernát pátriárka tanácsát, hogy a várban várakozzanak, hanem – Walter kancellár beszámolója alapján a bárókra hallgatva – továbbmentek, és Szarmada és Atárib városától nem messze, egy nehezen védhető völgyben ütöttek tábort. Június 27-én a szaracénok megrohamozták Atáribot, de annak keresztény védői és a Salernói Roger küldte kisebb erősítés visszaverték a támadást. Aznap éjjel Salernói Roger haditanácsot hívott össze, ahol a harcba bocsátkozás mellett döntöttek. Június 28-án hajnalban vették észre, hogy az ellenség három oldaról bekerítette táborukat; a kereszteseknek fogytán volt a vizük és az élelmük, egyetlen reményük a kitörés maradt. Reggel a teljes hadrendbe állított antiochiaiak támadásba lendültek. Küzdelmük a túlerővel eleve kudarcra volt ítélve. Salernói Roger drágakövekkel kirakott keresztjének tövében halt meg; arab feljegyzések szerint fejét kard hasította ketté. Az antiochiai seregből alig néhány száz katona menekült meg, a többiek mind odavesztek a keresztény krónikások által ager sanguinis (’vérmező’) névvel illetett összecsapásban.

### Utódlása, megítélése
Salernói Roger volt az első keleti latin uralkodó, aki csatában esett el. Rajta kívül több fontos antiochiai báró is az ager sanguinis áldozata lett: Robert de Saint-Lô és Fresnel Guidó többé nem említtetnek a krónikákban, valószínűleg meghaltak; Mazoir Rajnald, Antiochia későbbi várnagya fogságba került; Leprás Róbertet, Zardana, Szaone és Balatanosz urát Zardana védelme közben fogták el és fejezték le.
Az ager sanguinis után az aleppóiak több erődöt – Atárib, Zardana, Ártah, Szarmada – is elfoglaltak a keleti határon, és egészen Antiochia környékéig behatoltak az országba, ám a védtelenül maradt Antiochiát nem támadták meg. Noha Ilgází ortokida uralkodó végül nem volt képes jelentősebb előnyt kovácsolni a győzelemből, az ager sanguinis eredményeként az Antiochiai Fejedelemség elveszítette vezető szerepét Észak-Szíriában. Antiochiát ideiglenesen Bernát antiochiai pátriárka kormányozta, mígnem a súlyos vereség hírére északra siető II. Balduin király augusztus legelején bevonult a városba, és a városi tanács felkérésére, legfőbb hűbérúrként átvette a régensséget. A király a II. Bohemund nagykorúságáig tartó időszakban megosztotta idejét Jeruzsálem és Antiochia között, de a fejedelemség így is több mint hét éven keresztül maradt állandóan jelen levő vezető nélkül.
II. Bohemund trónöröklési jogát sem az antiochiai bárók, sem a jeruzsálemi uralkodó nem vonta kétségbe. Walter kancellár beszámolt arról, hogy az ager sanguinis előtt Salernói Roger végrendelkezett birtokairól; a végakarat tartalma ismeretlen, de elképzelhető, hogy gyermek híján maga Salernói Roger is II. Bohemundot nevezte meg örököseként.
Elődjével ellentétben Salernói Roger nem folytatott terjeszkedő politikát, annak ellenére sem, hogy nem kellett szembenéznie a térségben szintén érdekelt bizánciakkal. Antiochia muszlim szomszédaira közvetetten gyakorolt csak katonai nyomást, illetve hadisarcot szedett tőlük; mindazonáltal így is sikerült fenntartania Antiochia dominanciáját a térségben. Országlása alatt Antiochia kapcsolata a többi keresztes állammal, kiváltképp Edesszával és a Jeruzsálemi Királysággal szorosabbra fonódott, ami az addig példátlan 1115-ös katonai együttműködésben is megnyilvánult. Noha a keresztény történetírók többsége – Foucher de Chartres, Türoszi Vilmos és Edesszai Máté – egyértelműen Salernói Rogert tette felelőssé a Szarmadánál elszenvedett súlyos vereségért, rövid uralmát Claude Cahen francia történész „dicső pillanatnak” nevezte Antiochia történelmében.